# Luboń Wielki
Luboń Wielki (1022 m n.p.m.) – najwybitniejszy szczyt górski w Beskidzie Wyspowym. W państwowym rejestrze nazw geograficznych ma nazwę Luboń, ale w literaturze turystycznej i na mapach nazywany jest Luboniem Wielkim, co pozwala na odróżnienie go od innych szczytów o nazwie Luboń. Przez miejscową ludność dawniej nazywany był Biernatką.

## Topografia
U podnóży Lubonia Wielkiego znajdują się pola i zabudowania miejscowości: Tenczyn, Glisne, Krzeczów, Mszana Dolna, Raba Niżna, Rabka-Zdrój (Zaryte), Skomielna Biała. Od pobliskiego Szczebla oddziela go przełęcz Glisne. W kierunku zachodnim od szczytu odchodzi długi grzbiet dochodzący aż do Naprawy, w którym znajduje się Luboń Mały. Ze znajdującej się na tym ramieniu polany Surówki, przez którą przebiega niebieski szlak turystyczny, widoczna jest rozległa panorama Tatr, Gorców i Babiej Góry. Wszystkie potoki spływające z masywu Lubonia Wielkiego zasilają Rabę lub jej dopływ – Smugawkę. Masyw Lubonia Wielkiego wznosi się prawie 500 m ponad dolinami tych rzek.

## Opis
Na szczycie znajduje się nieduże schronisko PTTK wybudowane w 1931 r., radiowo-telewizyjna stacja nadawcza, punkt meteorologiczny, ławki i stoły dla turystów. Widoczny z daleka maszt przekaźnika pozwala na rozpoznanie góry. Przekaźnik został wybudowany w 1961 r. w celu umożliwienia transmisji mistrzostw świata FIS w Zakopanem. Ze szczytu rozlegają się widoki na północ i zachód. Na południowo-wschodnim stoku utworzono rezerwat przyrody dla ochrony największego w Beskidzie Wyspowym gołoborza oraz skałek, zwanych Dziurawymi Turniami, i jaskini. Ze szczytem Lubonia związanych jest wiele legend i opowieści ludowych.
Góra porośnięta jest w dolnej części lasami świerkowo-jodłowymi, górą buczyną karpacką. Ostały się dwie polany: Polana Surówki i Polana Lugusowa. Rozległy i silnie zalesiony Luboń Wielki stanowił w czasie II wojny światowej schronienie dla partyzantów. W połowie długości Czarnego Potoku, w tzw. Jamach, posiadali oni zamaskowaną ziemiankę, a obok niej drewniany barak, tymczasowo zajmowali także schronisko na szczycie. Wybudowane w 1931 r. schronisko przetrwało II wojnę światową i w 2009 r. zostało wpisane do rejestru zabytków nieruchomych województwa małopolskiego.

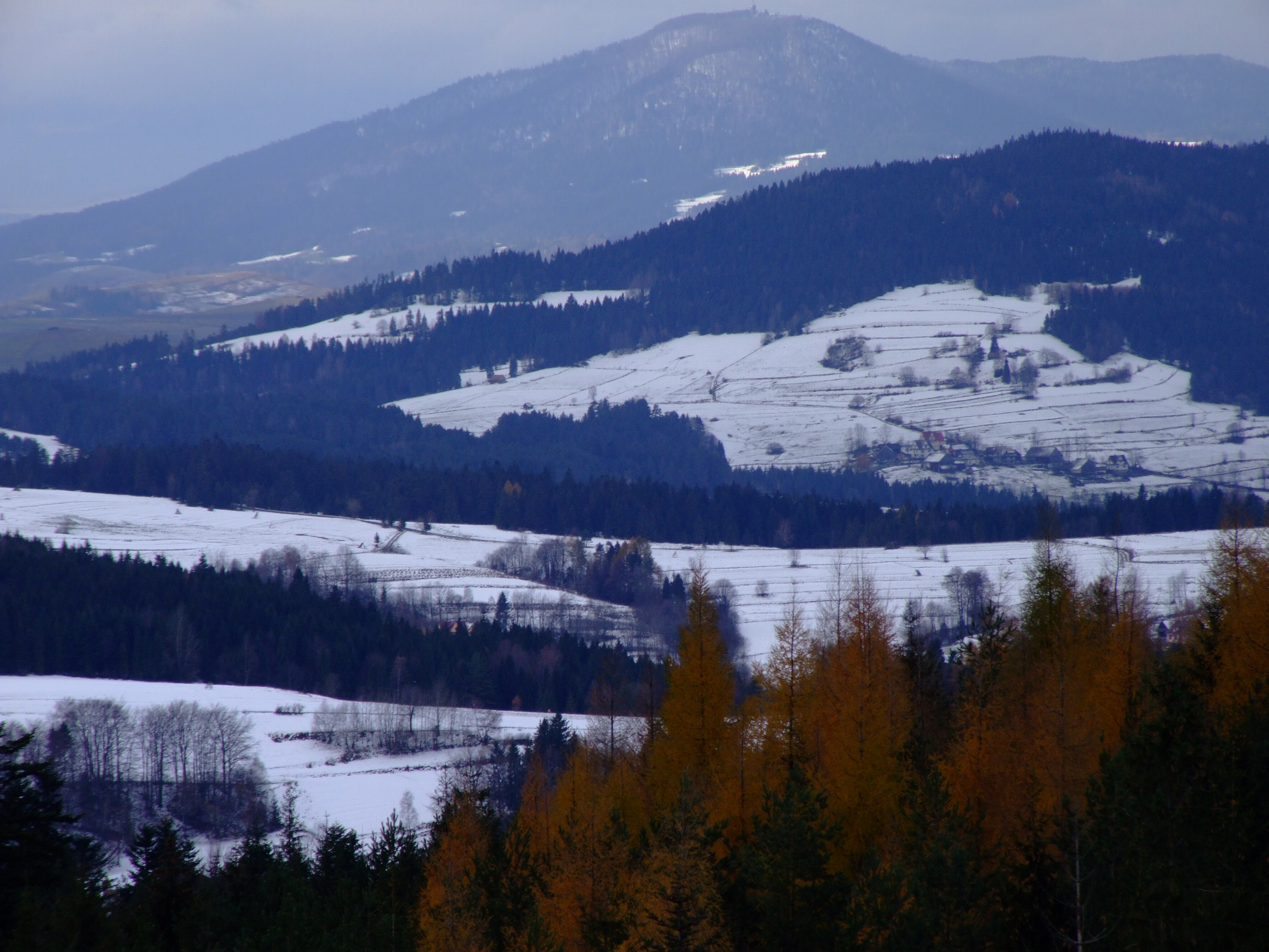
Luboń Wielki – widok z polany Cyrla
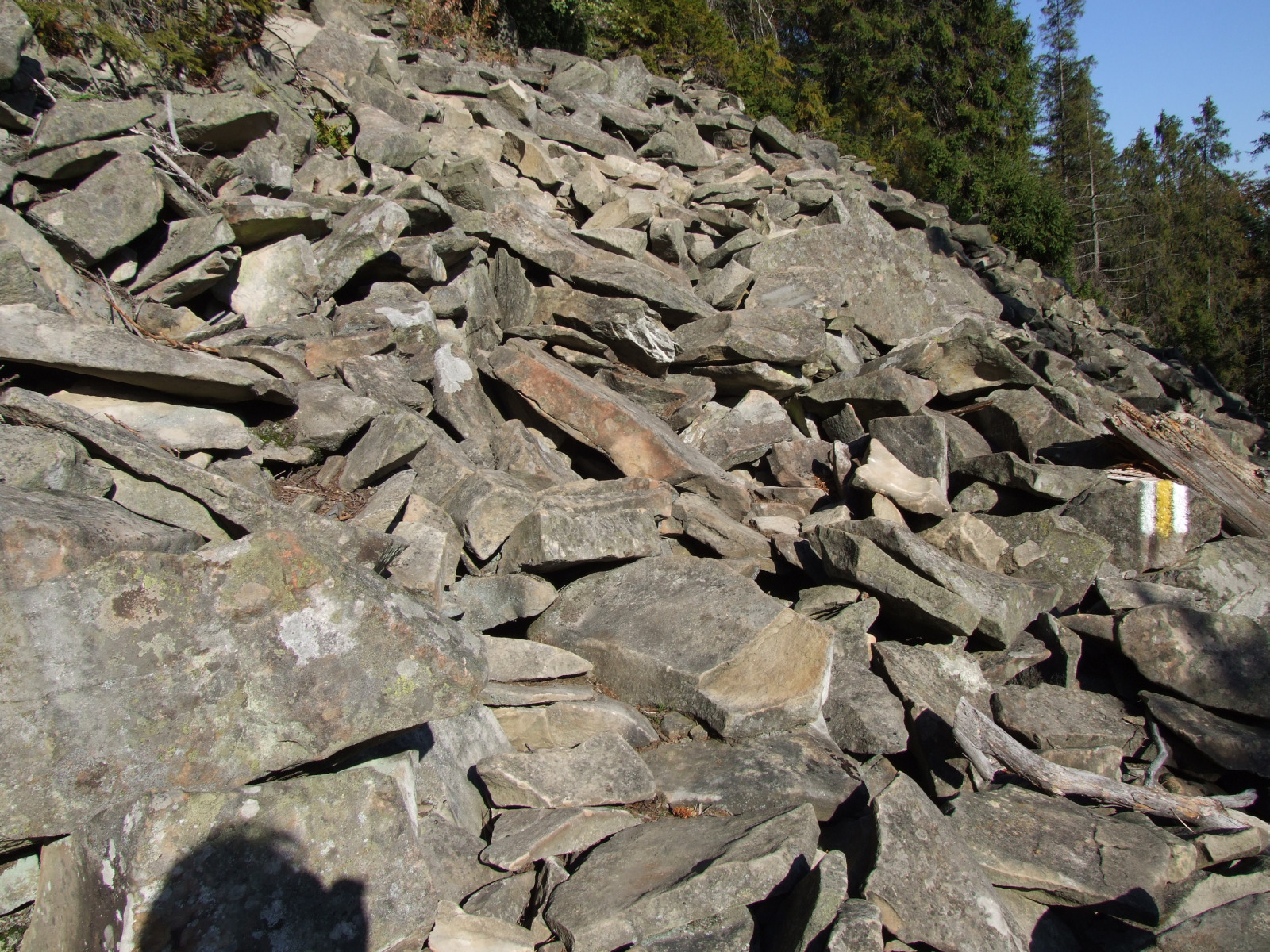
Gołoborze w rezerwacie
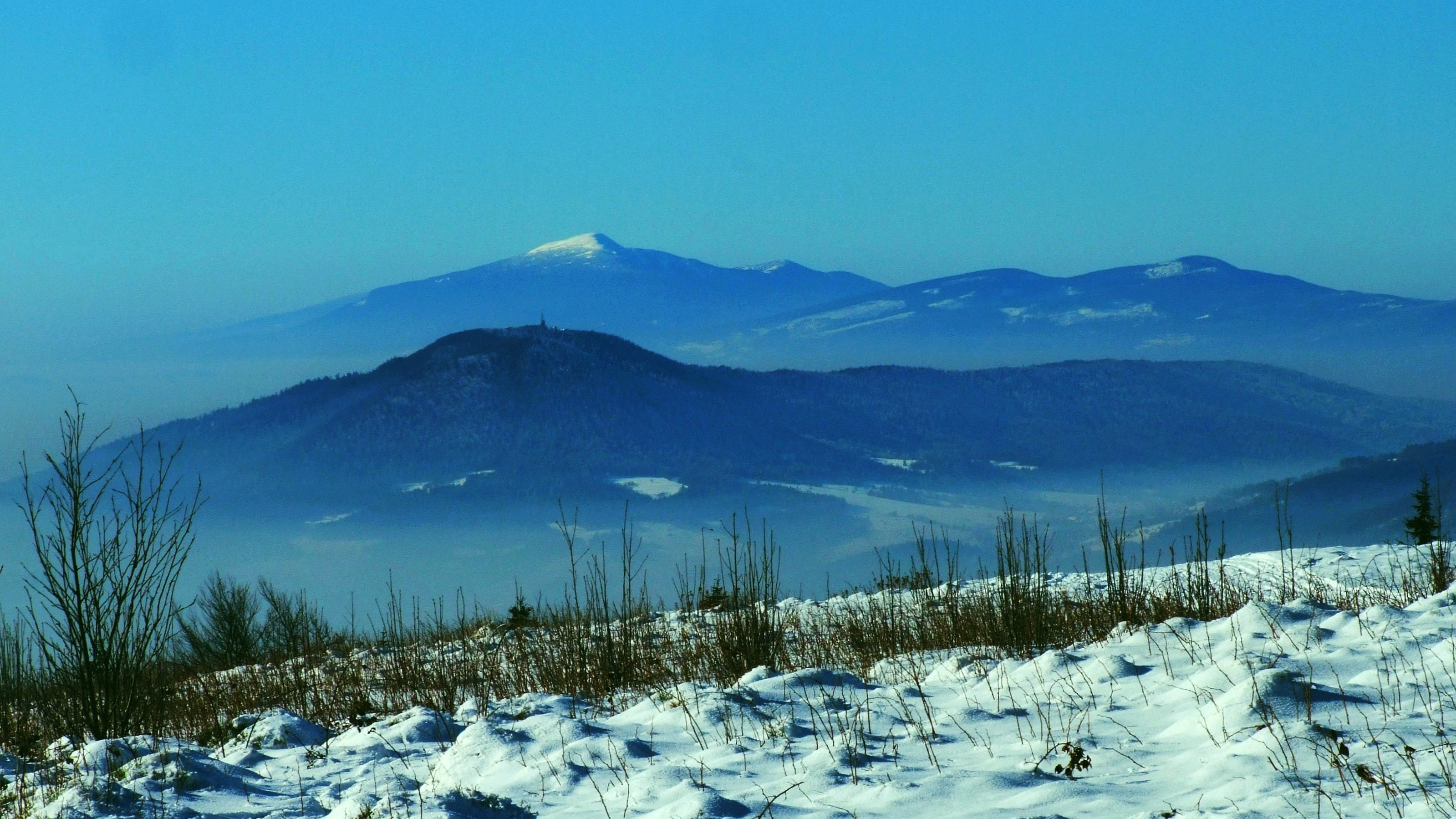
Luboń Wielki i Babia Góra, widok z Ćwilina
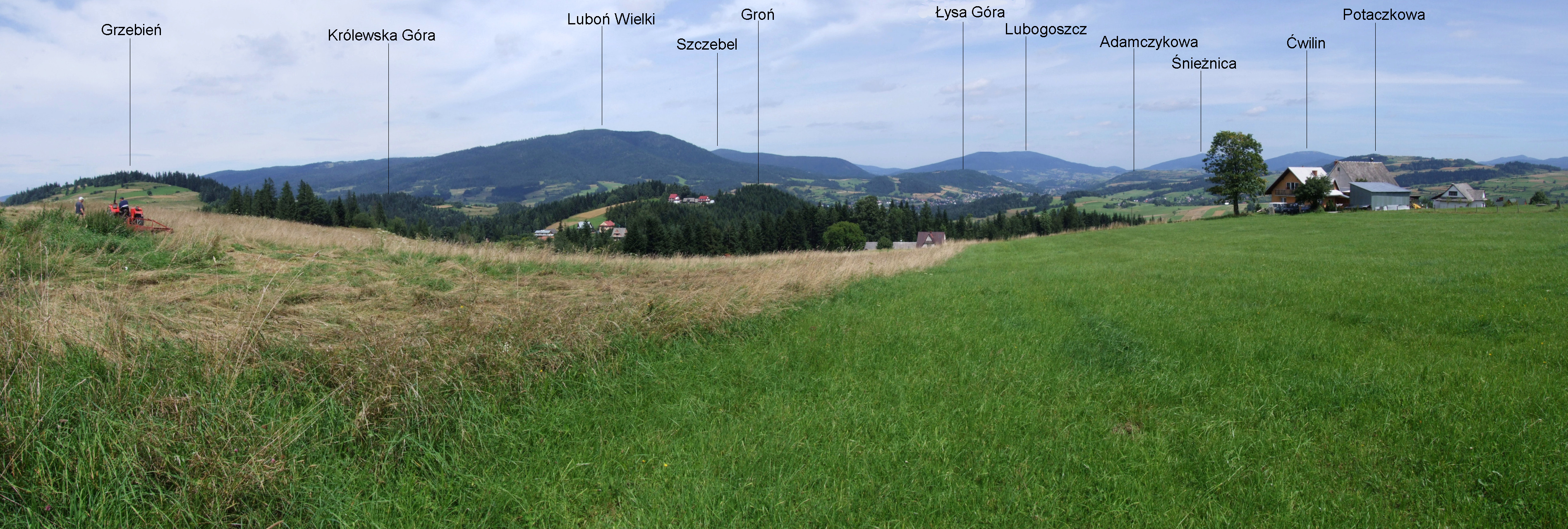
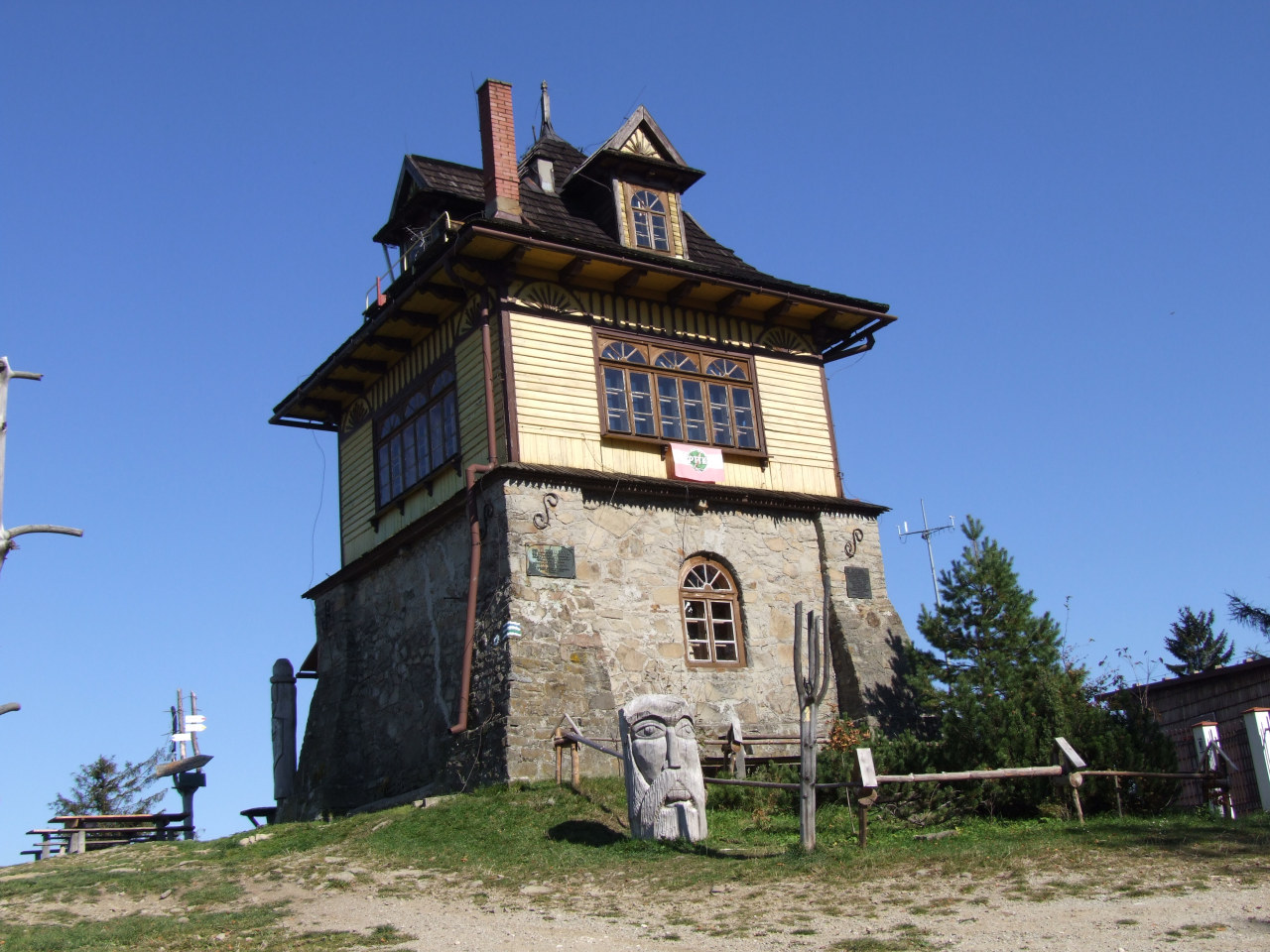
Schronisko PTTK na Luboniu Wielkim

## Szlaki turystyczne
Szlaki turystyki pieszej:
 Perć Borkowskiego – z Rabki-Zaryte przez rezerwat przyrody. Jest to najtrudniejszy szlak – w obrębie rezerwatu wspinaczka po skałach. Czas przejścia: 2 h (↓ 1:30 h), suma podejść 560 m, odległość 5,1 km.
 – z Rabki-Zaryte. Czas przejścia: 1:50 h (↓ 1:05 h), suma podejść 530 m, odległość 4,4 km.
 Mały Szlak Beskidzki – z Mszany Dolnej przez przełęcz Glisne. Czas przejścia: 2:15 h (↓ 1:50 h), suma podejść 560 m, odległość 8,3 km. Szlak kończy się na szczycie.
 – z Rabki Zaryte wzdłuż Rolskiego Potoku. Czas przejścia: 1:20 h (↓ 0:50 h), suma podejść 550 m, odległość 3,3 km.
 – z Naprawy Dolnej przez Luboń Mały i Polanę Surówki. Czas przejścia: 2:15 h (↓ 1:40 h), suma podejść 460 m, odległość 7,6 km.